# Iboudraren
Iboudararen, en Kabyle At Budrar, est une commune de la wilaya de Tizi Ouzou, et fait partie de la daïra de Beni Yenni en Algérie, située à environ 40 km au sud-est de Tizi Ouzou.
Le nom d'Iboudararen est issu du village Ighil Bouamas, à l'origine, dont les habitants s'appellent aussi At Budrar, et en français : Le Côteau du Milieu.

## Géographie

### Localisation
La commune d'Iboudraren est délimitée :
|        | Beni Yenni, Ain El Hammam   |                     |
| Ouacif | Iboudraren                  | Yatafen (Iɛeṭṭafen) |
|        | Saharidj (wilaya de Bouira) | Yatafen             |

### Villages de la commune
La commune d'Iboudraren est composée de 9 villages :
- Ighil Bouamas (Iɣil n Wammas), le village de Lounis Ait Menguellet (en kabyle, Lewnis At Mangellat) et de Amar Ezzahi.
- Aït Ali Ouharzoune (At Ɛli Uḥerzun) ;
- Ath Alaoua (At Ɛellawa) ;
- Ath Eurvah (At Rvaḥ) ;
- Bouadnane (Wadnane) ; chef-lieu de la commune, et village natal de l’actuel premier ministre Ahmed Ouyahia
- Darna (Ddarna) ;
- Ighil N'Sedda (Iɣil n Tsedda), à l'époque, faisait partie du village de Bouadnane
- Tala N'Tazarth (Tala n Tazart).
- Tassaft Ouguemoun (Tasaft Ugemmun), taddart N'Amirouche Ait Hamouda;

## Histoire
Iboudararen faisait partie de l'ex-commune de Tassaft qui a été scindée en trois communes (Akbil, Iboudararen et Yatafen) en 1985.

## Économie
L'économie de la région est basée essentiellement sur le travail des petites parcelles individuelles et sur l'arboriculture tels que (figues, olive, cerise ). La majorité des gens vivent de l'élevage notamment des bovins.
Avant la région est connue pour ces armuriers (village Darna) qui ont participé à la guerre de libération.
La région a énormément souffert de la misère et du chômage qui ont poussé les habitants à quitter leurs villages pour d'autres cieux soit en Algérie (Tizi-ouzou, Alger, Blida, Tiaret, Oran, Le sud...), soit à l'étranger (France, Canada...).
La commune est plus connue pour ses beaux paysages touristiques proche du parc national du Djurdjura et de Tikjda.
Durant les années 1990, la région a énormément souffert du terrorisme notamment le village AIT ALLAOUA. Ce qui a poussé les gens à quitter la région.
Depuis les années 2000, le calme est revenu, et l'amélioration des infrastructures (notamment les routes) a contribué au retour de certaines personnes dans leurs villages.

## Administration
Le siège de l'Assemblée populaire communale (A.P.C) se situe à mi-distance entre les villages de Ighil N'Sedda et Ait Ali Ouharzoune sur la route nationale No 30 (RN 30).

## Personnalités liées à Iboudraren-village
- M'barek Ait Menguellet, militant de la 1ère heure au sein du PPA, défenseur d'une Algérie algérienne, et militant pour l'identité Amazigh. Assassiné par ses frères de combats avec Benai Ouali et Amar Ould Hamouda.
- Amar Ezzahi, chanteur, compositeur et interprète de musique chaâbi, né ici en 1941
- Lounis Aït Menguellet, poète et musicien, né en 1950 dans le village d'Ighil Bouammas.
- Wahab Aït Menguellet, actuel maire de Tizi Ouzou., chef d'entreprise
- Djaffar Aït Menguellet, poète et musicien, né en 1982 dans le village d'Ighil Bouammas.
- Daniel Aabech Christensen, écrivain, (auteur-éditeur en 2024) de "Pensionnaire à l'internat des Pères Blancs de Beni Yenni". (Amazon)
- Bélaïd Abdessalam, homme politique, ancien ministre de l’Énergie et de l'Industrie sous Houari Boumédiène et ancien premier ministre du Haut Comité d'État (HCE).
- Hocine Menia, ancien DTN de l'E.N de Judo (années 80) [1939/2018]
- Khelifa Ouidir, ancien sous-préfet de Amizour
- Ramdane Menia, ancien homme politique, membre du parti de l'FFS sous Hocine Ait Ahmed , l'un des moudjahidine et un ancien judoka [1945/2024]

## Personnalités liées à Iboudraren-commune
- Amirouche Aït Hamouda, colonel de l'ALN, chef de la wilaya III pendant la guerre d'Algérie, né en 1926 dans le village de Tassaft Ouguemoun.
- Amara Rachid, voir le livre:un étudiant s'en va-t-en guerre de Ramdane Ouslimani.
- Amar Sghir, de son vrai nom Amar OUTOUDERT, artiste kabyle, auteur, compositeur et interprète. Né le 27 septembre 1943 au village Tala N’Tazert, commune d'Iboudraren et mort le 12 novembre 2017 à  l'âge de 74 ans.
- Nordine Ait hamouda fils du colonel Amirouche et ex député RCD en 1997 et en 2007 de la région.
- Ahmed Ouyahia, homme politique, et premier ministre, né en 1952 dans le village de Bouadnane.
- Belaid Mohand Oussaid[pourquoi ?], journaliste et homme politique, candidat à l'élection présidentielle de 2009, ministre de la communication, ministre porte parole du gouvernement sous la présidence de Tebboune.
- Djaffar Ouahioune, Membre Fondateur du Mouvement Culturel Berbère, et patriote assassiné le 10 mai 1997.
- Mustapha Bacha, Membre Fondateur du Mouvement Culturel Berbère, Et fondateur du premier syndicat autonome, et membre fondateur du Rassemblement pour la culture et la Démocratie, né le 28 juillet 1956 dans le village de Tassaft Ouguemoun.
- Amar Ould Hamouda, Militant Du PPA et MTLD, défenseur de l'identité Amazigh. Assassiné par ses frères de combats en 1956.
- Chabane Ouahioune, née en 1920, écrivain, auteur de plusieurs ouvrages : La maison au bout des champs, Les fleurs de la miélis, Randonnée avec Lounis Ait Menguelette etc ..., Chroniqueur au journal du soir d’Algérie pendant plusieurs années avec sa chronique (La lettre de kabylie) .
- Mohya, Poète dramaturge, militant de l'identité berbère. Il a traduit beaucoup de pièces de théâtre Mondialement connu vers sa langue maternelle .